# Karczyn (stacja kolejowa)
Karczyn – jedna ze stacji kolejowych na magistrali węglowej w Karczynie (powiat inowrocławski). Na stacji nie zatrzymuje się żaden pociąg osobowy. 
| Karczyn                          |  |                                         |
| Linia 131 Chorzów Batory – Tczew |  |                                         |
| Bachorceodległość: 5,381 km      |  | Inowrocław Rąbinek odległość: 10,763 km |